# 逸見元長
逸見 元長（へんみ もとます）は、江戸時代中期の旗本寄合。新発田藩溝口家から分家して幕臣となるが、幕府からではなく代々本家の新発田藩より蔵米を給される内分分家であった。

## 生涯
元禄12年（1699年）、越後国新発田藩4代藩主・溝口重雄の四男として誕生。元禄16年（1703年）父重雄より500石を知行され、逸見隼人と改名する。宝永7年（1710年）には、兄・重元の一字を拝領して元長と名乗り、また藩内では「隼人殿」を改めて「隼人様」と称するようにと命ぜられる。享保15年（1730年）、6代藩主溝口直治より年々蔵米1000俵を給されることとなって寄合に列し、8代将軍徳川吉宗に拝謁する。同17年（1732年）には7代藩主溝口直温よりさらに2000俵を加増される。寛延2年（1749年）、隠居して家督を嫡男・副長（すけます）に譲り、長翁と号す。宝暦10年12月22日（1761年1月27日）、62歳没。
元長の家が溝口ではなく逸見を称したのは、溝口家が甲斐源氏逸見氏の流れを汲むとされたことによる。元長が分家した時期には、他にも一族の横田溝口家より宝永元年（1704年）に分家した逸見勝興が同様に逸見を称している。また同年に甲府綱豊が将軍世子となり家宣と改名した時、これを憚って4代藩主宣廣は重雄に、その世子宣盛は重元にそれぞれ諱を改めたが、この時用いた「重」の字は溝口家の遠祖とされる鎌倉時代の武将逸見義重にちなむものであった。これらのことからこの時期、溝口家においてその系譜に関する意識が強まっていたことがうかがえる。

## 系譜
- 父：溝口重雄
- 母：昌蓮院
- 妻：不詳
- 生母不明の子女
  - 男子：逸見副長
  - 男子：逸見規長
  - 女子：友 - 六角広孝正室